# Mehdi Mahdavikia
Mehdi Mahdavikia (Teheran, 24 juli 1977) is een Iraans voetballer die bij voorkeur als verdediger speelt. Hij verruilde in 2010 Eintracht Frankfurt voor Steel Azin FC, uit zijn geboortestad. Eerder kwam hij uit voor Persepolis FC (1995-1998), VfL Bochum (1998-1999) en Hamburger SV (1999-2007). Mahdavikia was Aziatisch voetballer van het jaar in 2003.
Mahdavikia debuteerde in 1996 in het Iraans voetbalelftal en speelde in totaal 111 interlands. Hij werd niet meer opgeroepen na een kwalificatiewedstrijd voor het WK 2010 tegen Zuid-Korea. Daarin droeg hij een groene armband ten teken dat hij de demonstranten steunde die protesteerden tegen de Iraanse presidentsverkiezingen 2009.

## Erelijst
Hamburger SV
- Aziatisch voetballer van het jaar

2003